# ビュッケブルク陸軍飛行場
ビュッケブルク陸軍飛行場（ドイツ語：Heeresflugplatz Bückeburg）は、ドイツ連邦共和国ニーダーザクセン州ビュッケブルクに所在する軍用飛行場。ドイツ連邦陸軍の陸軍航空学校本校が併設されている。

## 歴史
1946年にイギリス空軍により飛行場が建設された。建設理由はバート・アイルセンに設けられた駐留イギリス空軍司令部の連絡機専用飛行場として必要性が認められた為であった。1948年6月から1949年5月までベルリン封鎖によるベルリン大空輸では代替飛行場として使用された。1958年4月に飛行場はドイツ連邦軍が引き継いだ。飛行場には当初、ドルニエ Do 27多用途機が配備された。
それ以来、陸軍航空学校が配置され陸軍航空隊の基礎を築く。教育訓練にはユーロコプター EC 135汎用ヘリコプター、NH90汎用ヘリコプター、ユーロコプター ティーガー攻撃ヘリコプターおよびシコルスキー CH-53大型輸送ヘリコプターが使用される。
現在、飛行場はヨーロッパのヘリコプター教育訓練の為の最大級シミュレーター・センターとなっている。異なる機種のヘリコプター毎に夜間低空飛行用シミュレーターが構成され、全部で8基の最先端型フライト・シミュレーターが置かれている。

## 配置部隊・機関
- イェーガー兵営
- シェーファー兵営
  - 陸軍航空学校（陸軍）
  - 第4新兵教育中隊（陸軍）
  - ビュッケブルク衛生センター（救業軍）
  - ヴンスドルフ連邦軍業務センター分所（国防施設管理・環境保護部）